# Giovanni Morabito
Giovanni Morabito (Reggio Calabria, 26 gennaio 1978) è un allenatore di calcio ed ex calciatore italiano, di ruolo difensore, direttore tecnico capo dei Marconi Stallions.

## Caratteristiche tecniche
Era un terzino sinistro.

## Carriera

### Calciatore
Cresciuto nelle giovanili della Reggina, nella stagione 1996-1997 ha militato nelle file del Crotone, squadra militante nel Campionato Nazionale Dilettanti, con cui ha disputato 38 incontri di campionato e segnato 5 reti. Tornato alla Reggina nel 1997, è rimasto nella rosa del club amaranto ed ha debuttato in Serie B il 7 settembre 1997, in Reggina-Reggiana (1-0). Al termine della stagione ha totalizzato 31 presenze e una rete. Nell'estate 1998 si è trasferito al Vicenza, club militante in Serie A. Il debutto in massima serie è avvenuto il 12 settembre 1998, in Parma-Vicenza (0-0). L'esperienza con i biancorossi è durata una stagione, nel corso della quale ha totalizzato 13 presenze nel massimo campionato. Tornato alla Reggina, vi ha militato fino al 2003, totalizzando 123 presenze in campionato e una sola rete, siglata nel vittorioso incontro casalingo di campionato contro il Milan del 17 giugno 2001. Nel 2003 si è trasferito in prestito al Genoa, in Serie B. Rientrato alla Reggina nel gennaio 2004, vi ha militato fino al gennaio 2005, totalizzando appena 3 presenze in campionato. Nel gennaio 2005 si è trasferito con la formula del prestito al Catanzaro. Nella stagione successiva ha militato nelle file del Cesena, con cui ha totalizzato 34 presenze e 2 reti. Nel 2006 è tornato per la quarta volta in carriera alla Reggina. Dopo aver disputato con gli amaranto un solo incontro di Coppa Italia, nel gennaio 2007 si è trasferito in prestito al Crotone. Rimasto svincolato, nell'estate 2007 è stato ingaggiato dal Verona. Dopo una stagione e mezzo con il club scaligero, il 31 gennaio 2009 è passato alla Virtus Lanciano. Rimasto svincolato, nel febbraio 2010 è passato alla Igea Virtus. Nel gennaio 2011 è passato al Messina. Nel settembre 2011 si è trasferito al Licata. Il 25 novembre 2011 ha rescisso il proprio contratto.

### Dopo il ritiro
Il 7 febbraio 2012 è diventato tecnico del Valle Grecanica, club del territorio reggino militante in Serie D. Il 10 aprile 2024 è diventato direttore tecnico capo dei Marconi Stallions.

## Statistiche

### Presenze e reti nei club
| Stagione        | Squadra         | Campionato      | Campionato | Campionato | Coppe nazionali | Coppe nazionali | Coppe nazionali | Coppe continentali | Coppe continentali | Coppe continentali | Altre coppe | Altre coppe | Altre coppe | Totale | Totale | Totale |
| Stagione        | Squadra         | Comp            | Pres       | Reti       | Comp            | Pres            | Reti            | Comp               | Pres               | Reti               | Comp        | Pres        | Reti        | Pres   | Reti   |        |
| --------------- | --------------- | --------------- | ---------- | ---------- | --------------- | --------------- | --------------- | ------------------ | ------------------ | ------------------ | ----------- | ----------- | ----------- | ------ | ------ | ------ |
| 1996-1997       | Crotone         | CND             | 38         | 5          | CID             | ?               | ?               | -                  | -                  | -                  | -           | -           | -           | 38+    | 5+     |        |
| 1997-1998       | Reggina         | B               | 31         | 1          | CI              | 2               | 0               | -                  | -                  | -                  | -           | -           | -           | 33     | 1      |        |
| 1998-1999       | L.R. Vicenza    | A               | 13         | 0          | CI              | 2               | 0               | -                  | -                  | -                  | -           | -           | -           | 15     | 0      |        |
| 1999-2000       | Reggina         | A               | 30         | 0          | CI              | 6               | 0               | -                  | -                  | -                  | -           | -           | -           | 36     | 0      |        |
| 2000-2001       | Reggina         | A               | 32+2       | 1+0        | CI              | 0               | 0               | -                  | -                  | -                  | -           | -           | -           | 34     | 1      |        |
| 2001-2002       | Reggina         | B               | 35         | 0          | CI              | 3               | 0               | -                  | -                  | -                  | -           | -           | -           | 38     | 0      |        |
| 2002-2003       | Reggina         | A               | 23+1       | 0+0        | CI              | 5               | 0               | -                  | -                  | -                  | -           | -           | -           | 29     | 0      |        |
| Totale Reggina  | Totale Reggina  | Totale Reggina  | 123        | 1          |                 | 14              | 0               |                    | -                  | -                  |             | -           | -           | 137    | 1      |        |
| 2003-gen.2004   | Genoa           | B               | 17         | 0          | CI              | 0               | 0               | -                  | -                  | -                  | -           | -           | -           | 17     | 0      |        |
| gen.-giu. 2004  | Reggina         | A               | 2          | 0          | CI              | 0               | 0               | -                  | -                  | -                  | -           | -           | -           | 2      | 0      |        |
| 2004-gen. 2005  | Reggina         | A               | 2          | 0          | CI              | 1               | 0               | -                  | -                  | -                  | -           | -           | -           | 3      | 0      |        |
| Totale Reggina  | Totale Reggina  | Totale Reggina  | 4          | 0          |                 | 1               | 0               |                    | -                  | -                  |             | -           | -           | 5      | 0      |        |
| gen.-giu. 2005  | Catanzaro       | B               | 16         | 0          | CI              | 0               | 0               | -                  | -                  | -                  | -           | -           | -           | 16     | 0      |        |
| 2005-2006       | Cesena          | B               | 34+2       | 2+0        | CI              | 1               | 0               | -                  | -                  | -                  | -           | -           | -           | 37     | 2      |        |
| 2006-gen. 2007  | Reggina         | A               | 0          | 0          | CI              | 1               | 0               | -                  | -                  | -                  | -           | -           | -           | 1      | 0      |        |
| gen.-giu. 2007  | Crotone         | B               | 9          | 0          | CI              | 0               | 0               | -                  | -                  | -                  | -           | -           | -           | 9      | 0      |        |
| 2007-2008       | Verona          | C1              | 20         | 0          | CISC            | ?               | ?               | -                  | -                  | -                  | -           | -           | -           | 20+    | 0+     |        |
| 2008-gen. 2009  | Verona          | LP1             | 0          | 0          | CILP            | ?               | ?               | -                  | -                  | -                  | -           | -           | -           | 0+     | 0+     |        |
| Totale Verona   | Totale Verona   | Totale Verona   | 20         | 0          |                 | ?               | ?               |                    | -                  | -                  |             | -           | -           | 20+    | 0+     |        |
| gen.-giu. 2009  | Virtus Lanciano | LP1             | 7+1        | 0+0        | CILP            | ?               | ?               | -                  | -                  | -                  | -           | -           | -           | 8+     | 0+     |        |
| feb.-giu. 2010  | Igea Virtus     | LP2             | 6          | 0          | CILP            | ?               | ?               | -                  | -                  | -                  | -           | -           | -           | 6+     | 0+     |        |
| gen.-giu. 2011  | Messina         | D               | 16         | 4          | CISD            | ?               | ?               | -                  | -                  | -                  | -           | -           | -           | 16+    | 4+     |        |
| set.-nov. 2011  | Licata          | D               | 10         | 0          | CISD            | ?               | ?               | -                  | -                  | -                  | -           | -           | -           | 10+    | 0+     |        |
| Totale carriera | Totale carriera | Totale carriera | 347        | 13         |                 | 21+             | 0+              |                    | -                  | -                  |             | -           | -           | 368+   | 13+    |        |

## Palmarès

### Club

#### Competizioni nazionali
- Campionato Nazionale Dilettanti: 1

Crotone: 1996-1997